# Getto w Chrzanowie

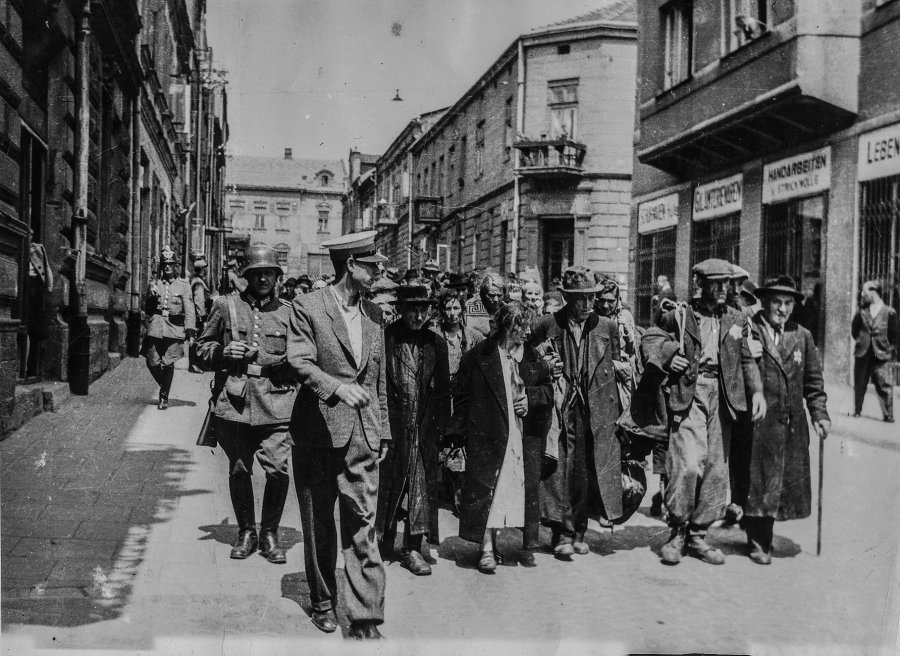
Grupa chrzanowskich Żydów prowadzona w kierunku stacji kolejowej po jednej z „selekcji”

Getto w Chrzanowie – getto dla ludności żydowskiej istniejące w Chrzanowie w okresie okupacji niemieckiej.
Getto zostało utworzone w listopadzie 1941 roku. W szczytowym momencie liczyło ponad 8,6 tys. mieszkańców. Zostało zlikwidowane przez Niemców w lutym 1943 roku. Większość jego mieszkańców zgładzono w komorach gazowych KL Auschwitz, a część wywieziono do obozów pracy.

## Żydzi chrzanowscy w latach 1939–1941
Chrzanów, w którym Żydzi stanowili przed wojną blisko 40% mieszkańców, został zajęty przez Wehrmacht 4 września 1939 roku. Wkroczeniu wojsk niemieckich towarzyszyły szykany, pobicia, rabunki, a nawet zabójstwa, których ofiarą padła miejscowa ludność żydowska. Wkrótce Żydom narzucono obowiązek noszenia oznaczeń z gwiazdą Dawida.
14–15 maja 1940 roku do Chrzanowa i sąsiedniej Trzebini przybyło około 1200 Żydów, których Niemcy wysiedlili z Rybnika, Pszczyny, Mikołowa, Chorzowa, Katowic i Mysłowic. W kwietniu 1941 roku w mieście znalazło się także wielu Żydów wysiedlonych z Oświęcimia i okolic. O ile w maju 1940 roku w Chrzanowie mieszkało oficjalnie 6807 Żydów, o tyle do czerwca 1941 roku ich liczba wzrosła do 8423.
Już pod koniec 1939 roku w Chrzanowie uformował się Judenrat, na którego czele stanął Józef Umlauf – ślusarz, przewodniczący miejscowego koła żydowskich weteranów wojennych. W skład Rady Żydowskiej weszli ponadto: Fasek Weber, Dawid Wachsberg, Lewi Krauskopf i Józef Szmuel Shonhertz.
W styczniu 1940 roku nadzór nad chrzanowskim Judenratem przejęła Centrala Gmin Żydowskich na Wschodnim Górnym Śląsku, na której czele stał Mojżesz Merin. Dwa miesiące później Rada przeszła głęboką reorganizację. Ze „starych” członków pozostali w jej składzie jedynie Weber i Wachsberg, dokooptowani zostali natomiast Bezalel Cuckier, Mojżesz Nagoschyner, Kalmen Teichler, Zelig Grajower, Szmuel Josef Weiss i Mendel Nussbaum. Cukier – przed wojną lider miejscowych struktur partii Mizrachi – w październiku 1940 roku objął funkcję przewodniczącego Judenratu.
W Chrzanowie zorganizowano także oddział policji żydowskiej. Liczył on 20 funkcjonariuszy. Na jego czele stał wspomniany Fasek Weber, który szybko stał się znany ze swojej chciwości i brutalności.
Na skutek wojny i niemieckiej polityki pauperyzacja ludności żydowskiej postępowała bardzo szybko. W marcu 1941 roku już 35% chrzanowskich Żydów było zmuszonych korzystać ze wsparcia opieki społecznej. Judenrat zorganizował dwie kuchnie dla ubogich (w lutym i czerwcu 1940). W grudniu 1940 roku otwarto także żydowski sierociniec.
Pod koniec 1940 roku, a więc jeszcze przed utworzeniem getta, rozpoczęły się wywózki do obozów pracy. Niemcy przeprowadzali je wspólnie z podległymi Merinowi żydowskimi policjantami z Sosnowca. Chrzanowscy Żydzi byli kierowani do przymusowej pracy przy budowie dróg, a także do pracy w kamieniołomach lub na kolei. Niektórzy zostali zatrudnieni w okolicznych zakładach przemysłowych, w tym zwłaszcza w fabryce wyrobów gumowych oraz w filii zakładów odzieżowych Alberta Rossnera.

## Utworzenie getta
Już w 1940 roku Niemcy zaczęli stopniowo usuwać Żydów z niektórych ulic i przesiedlać ich do tych rejonów miasta, które tradycyjnie licznie zamieszkiwała ludność żydowska. Formalne utworzenie getta nastąpiło w listopadzie 1941 roku.
Getto obejmowało swoim zasięgiem rejon dzisiejszych ulic: Kadłubka, Garncarskiej, część Krakowskiej, Luszowickiej, Balińskiej, Berka Joselewicza, Świętokrzyskiej (dawniej Krzyskiej), 29 listopada i Sienkiewicza. W przypadku ul. Krakowskiej Żydzi mogli zamieszkiwać tylko w niektórych domach położonych na jej tyłach; na samej ulicy nie mieli natomiast prawa przebywać. Siedzibę Judenratu ulokowano w domu rabina Jakuba Lemlera, położonym u zbiegu ulic Krakowskiej i Garncarskiej. Teren getta nie był ogrodzony murem lub płotem, niemniej obowiązywał kategoryczny zakaz jego opuszczania. Za utrzymywanie porządku w getcie odpowiadała żydowska policja.
W marcu i kwietniu 1942 roku do Chrzanowa przesiedlono około 1000 Żydów z sąsiednich miejscowości (Ciężkowice, Chełmek, Kwaczała, Szczakowa, Alwernia, Luszowice). W konsekwencji liczba mieszkańców tamtejszego getta wzrosła w maju 1942 roku do 8631.

## Życie w getcie
Na skutek ciągłych przesiedleń warunki bytowe i sanitarne w getcie stale się pogarszały. Jednocześnie Niemcy nadal wywozili mężczyzn do obozów pracy przymusowej. Jeśli próbowali oni uchylić się od wywózki, jako zakładniczki brano kobiety z danej rodziny. W późniejszym okresie do obozów pracy wywożono również kobiety. Żydzi zmuszani byli do pracy na rzecz Niemców również w szabat i święta. Byli bici i katowani na śmierć.
Mieszkańcom getta zakazano spożywania mięsa, jajek, masła i mleka. Aby wyegzekwować ten zakaz, Niemcy sprawdzali nawet garnki w domach.
19 lutego 1942 roku pod zarzutem rzekomego sabotażu wywieziono do KL Auschwitz przewodniczącego Judenratu Bezalela Cuckiera, a także dwóch innych członków Rady: Kalmena Teichlera i Mendela Nussbauma. Z nadania Mojżesza Merina nowym przewodniczącym Judenratu został Władysław Boehm, który sprawował tę funkcję do momentu likwidacji getta.

## Publiczne egzekucje
Jednym z zarządców getta, który zapisał się w jego historii szczególnym okrucieństwem, był SS-Sturmbannführer Heinrich Lindner. Częstym procederem było przeprowadzanie publicznych egzekucji na Żydach posądzonych o najdrobniejsze nawet „przewinienia”. W kwietniu 1942 roku na pl. Krzyskim za rzekome posiadanie nielegalnej żywności powieszono publicznie siedmiu mężczyzn. Przed śmiercią ofiary były torturowane. Aby zapewnić w czasie egzekucji odpowiednio liczną „publiczność”, Niemcy uciekli się do podstępu. Zabrali mieszkańcom getta dokumenty osobiste i oddali je w miejscu wykonywania zbrodni, nie informując wcześniej Żydów o prawdziwym celu zgromadzenia.

## Pierwsze deportacje
Pod koniec maja 1942 roku Niemcy przeprowadzili pierwszą akcję deportacyjną w getcie chrzanowskim. W ciągu sześciu dni blisko 3 tys. Żydów wywieziono do KL Auschwitz lub do różnych obozów pracy. Podczas akcji Niemcom towarzyszyli przedstawiciele Centrali Gmin Żydowskich na Wschodnim Górnym Śląsku.
8 lipca 1942 roku szef miejscowego Gestapo Paul Schindler wydał zarządzenie, na mocy którego wszyscy mieszkańcy getta – z wyjątkiem przesiedleńców z Trzebini i Szczakowej – mieli zgłosić się na placu przy ul. Kupskiej. Wezwania posłuchało ok. 2,5 tys. Żydów. Przeprowadzono „selekcję”, w której wyniku Niemcy wybrali 1,5 tys. osób i umieścili je w budynku miejscowej szkoły podstawowej. Następnego dnia wszystkich wywieziono do Auschwitz.
Od tego momentu w getcie chrzanowskim niemal każdego tygodnia odbywały się niewielkie akcje, w których wyniku do obozów odprawiano transporty liczące od 30 do 150 Żydów. Akcjami tymi kierował zazwyczaj szef miejscowej placówki Kriminalpolizei Otto Westpohl.
W sierpniu 1942 roku w getcie chrzanowskim przebywało 6551 Żydów.

## Likwidacja getta
Ostateczną likwidację getta Niemcy przeprowadzili 18 lutego 1943 roku Podzielili jego mieszkańców na dwie grupy. Jedną z nich stanowiły osoby starsze i dzieci, które skierowano na dworzec kolejowy w Chrzanowie i deportowano do Auschwitz. W drugiej grupie znalazły się natomiast osoby młode i nadające się do pracy. Zostały one wywiezione ciężarówkami na tereny dzisiejszych Niemiec – do pracy przymusowej. Część Żydów próbowała ukrywać się na terenie byłego getta, nawet po kilka dni, jednakże z czasem z powodu braku wody i żywności byli zmuszeni opuścić kryjówki.
Zdaniem Aleksandry Namysło za symboliczny koniec Żydów w Chrzanowie można uznać ogłoszenie burmistrza Chrzanowa z 9 marca 1943 roku, wzywające wszystkich, którzy oddali do reperacji firmom żydowskim różne przedmioty do ich odbioru w urzędzie policyjnym.
Zaledwie około 10% chrzanowskich Żydów przetrwało II wojnę światową. Były to głównie osoby wywiezione do obozów pracy. W maju 1945 roku w mieście mieszkało już tylko 60 Żydów.

## Pamięć
Dwoje polskich mieszkańców Chrzanowa: Waleria i Józef Trębaczowie, którzy przez trzy lata ukrywali Pinkusa Jakubowicza, zostało odznaczonych medalem „Sprawiedliwy wśród Narodów Świata”.
U zbiegu ulic Grunwaldzkiej i Świętokrzyskiej w Chrzanowie znajduje się pomnik upamiętniający miejsce publicznej egzekucji siedmiu Żydów w kwietniu 1942 roku.